# Robert Kazinsky
Robert Appleby, dit Robert Kazinsky, né le 18 novembre 1983 à Haywards Heath, dans le Sussex de l'Ouest, est un acteur et mannequin britannique.
Il est surtout connu pour ses rôles de Casper Rose dans la série britannique Dream Team (en) de la chaîne Sky1, Sean Slater dans le soap opera EastEnders de BBC One, Chuck Hansen dans Pacific Rim, et Macklyn Warlow dans la sixième saison de True Blood (HBO) en 2013. En 2016, il interprète le chef de guerre orc Orgrim Marteau-du-Destin dans Warcraft : Le Commencement et tient le premier rôle dans la série américaine Frankenstein Code.

## Biographie

### Jeunesse et formation
Il naît sous le nom de Robert John Appleby à Haywards Heath. Il est le fils de Phyllis et Paul Appleby. Il grandit à Brighton avec son frère aîné, Michael. La famille Kazinsky est juive, ses parents sont des descendants d'immigrants en provenance de Pologne et de Russie,. Il parle couramment l'hébreu.
Il fait ses études à la Hove Park School à Hove, de 1995 à 2000. Il apparaît dans leurs productions de Bugsy Malone et A Midsummer Night's Dream. Il suit une formation d'acteur à la Guildford School of Acting de septembre 2002 à juillet 2005. C'est alors qu'il prend le prénom de son grand-père comme nom de scène.

### Carrière
Robert Kazinsky fait ses débuts en apparaissant dans des publicités télévisés israéliennes à la télévision. En 2005, il obtient un rôle dans un épisode de l'émission pour enfant de la CBBC The Basil Brush Show, où il interprète un personnage nommé Sven Garley. Il joue ensuite Casper Rose dans la série autour du football de Sky1 Dream Team (en), de 2005 à 2006, jusqu'à ce que ce personnage soit tué vers la fin de la neuvième série après que Kazinsky a annoncé son intention de quitter la série.
Le 18 mai 2006, il est annoncé qu'il est embauché pour le rôle de Sean Slater dans EastEnders. Il fait sa première apparition le 22 août 2006 et sa dernière apparition le 1er janvier 2009. Le 27 mars 2007, la participation de Robert Kazinsky au tournage d'EastEnders est suspendue pendant deux mois. Un article dans le journal The People prétend alors que l'acteur aurait bombardé un mannequin de « textos obscènes et de photographies ». Robert Kazinsky publie un communiqué d'excuses « pour tout le désagrément causé et pour avoir amené le discrédit sur la série ». Robert Kazinsky annonce son départ d'EastEnders le 31 juillet 2008, lors d'une interview dans This Morning. Il affirme alors qu'il n'entend pas poursuivre sa carrière à Hollywood et entamer un apprentissage en mécanique.
Toutefois, George Lucas lui offre un rôle dans sa nouvelle production, L'Escadron Red Tails, où il joue un pilote dans le contexte de la Seconde Guerre mondiale.
Le 22 octobre 2010, Robert Kazinsky est annoncé au casting du film Le Hobbit, dans le rôle de Fili, un membre de la Compagnie des Nains. Mais en avril 2011, il renonce à ce rôle pour des raisons personnelles.
Le 9 janvier 2011, il apparaît dans la série télévisée Brothers and Sisters dans le rôle du docteur Rick Appleton.
Le 13 novembre 2012, on apprend qu'il rejoint le casting de la sixième saison de la série fantastique américaine True Blood.
En 2013, Robert Kazinsky interprète Chuck Hansen, un pilote australien, dans le film Pacific Rim de Guillermo del Toro.
En 2015, il interprète Guy dans le film de science-fiction Siren.
En mars 2015, il décroche un rôle dans la série de la Fox Frankenstein Code. Son personnage, James "Jimmy" Pritchard, est un ancien policier assassiné et ramené à la vie génétiquement ramené à la vie avec des pouvoirs surnaturels. La série connaît un démarrage décevant en 2016.
Robert Kazinsky interprète Orgrim Marteau-du-Destin dans l'adaptation cinématographique de la saga Warcraft intitulée  Warcraft : Le Commencement, sortie en mai 2016,.

## Filmographie

### Cinéma
| Année | Titre                      | Rôle                     | Notes         |
| ----- | -------------------------- | ------------------------ | ------------- |
| 2009  | Love                       | Mikey                    | Court-métrage |
| 2009  | Cowboys                    | Mark                     | Court-métrage |
| 2012  | L'Escadron Red Tails       | Chester Barnes           |               |
| 2013  | Pacific Rim                | Chuck Hansen             |               |
| 2015  | En cavale                  | Randy                    |               |
| 2015  | Siren                      | Guy                      |               |
| 2016  | Warcraft : Le Commencement | Orgrim Marteau-du-Destin |               |
| 2019  | Captain Marvel             | Un motard                |               |
| 2019  | The Demon Inside           | Joel Clarke              |               |
| 2025  | Star Trek: Section 31      | Zeph                     |               |

### Télévision
| Année   | Titre                      | Rôle                                            | Notes                                      |
| ------- | -------------------------- | ----------------------------------------------- | ------------------------------------------ |
| 2005    | The Basil Brush Show       | Sven Garley                                     | Épisode "Basil's Brush with Fame"          |
| 2005-06 | Dream Team (en)            | Casper Rose                                     | 30 épisodes                                |
| 2006-09 | EastEnders                 | Sean Slater                                     | 254 épisodes                               |
| 2010    | Law and Order: Los Angeles | Ronnie Powell                                   | Épisode "Sylmar"                           |
| 2010    | Brothers and Sisters       | Le Dr Rick Appleton                             | 2 épisodes                                 |
| 2013    | Robot Chicken              | George Jetson                                   | La voix Épisode "Robot De Combat Accident" |
| 2013    | True Blood                 | Macklyn Warlow                                  | 9 épisodes                                 |
| 2016    | Frankenstein Code          | Jimmy Pritchard (relancé la version plus jeune) | 11 épisodes                                |

### Jeux vidéo
| Année | Titre                  | Rôle   | Notes |
| ----- | ---------------------- | ------ | ----- |
| 2017  | Mass Effect: Andromeda | Archon | Voix  |

## Distinctions
| Year | Group                   | Award                    | Result     | Film/Television series |
| ---- | ----------------------- | ------------------------ | ---------- | ---------------------- |
| 2006 | British Soap Awards     | Sexiest Male             | Nomination | EastEnders             |
| 2006 | British Soap Awards     | Méchant de l'année       | Nomination | EastEnders             |
| 2007 | British Soap Awards     | Homme le plus sexy       | Nomination | EastEnders             |
| 2007 | British Soap Awards     | Méchant de l'année       | Nomination | EastEnders             |
| 2007 | Inside Soap Awards      | Homme le plus sexy       | Nomination | EastEnders             |
| 2007 | Inside Soap Awards      | Meilleur mauvais garçon  | Nomination | EastEnders             |
| 2008 | All About Soap Awards   | Fittest Fella            | Nomination | EastEnders             |
| 2008 | British Soap Awards     | Homme le plus sexy       | Nomination | EastEnders             |
| 2008 | British Soap Awards     | Méchant de l'année       | Nomination | EastEnders             |
| 2008 | Inside Soap Awards      | Homme le plus sexy       | Lauréat    | EastEnders             |
| 2008 | Inside Soap Awards      | Best Actor               | Lauréat    | EastEnders             |
| 2008 | Inside Soap Awards      | Meilleur mauvais garçon  | Nomination | EastEnders             |
| 2008 | Digital Spy Soap Awards | Acteur le plus populaire | Nomination | EastEnders             |
| 2008 | Digital Spy Soap Awards | Homme le plus sexy       | Nomination | EastEnders             |
| 2008 | Digital Spy Soap Awards | Méchant de l'année       | Nomination | EastEnders             |
| 2008 | Soaper Star Awards      | Meilleur acteur          | Lauréat    | EastEnders             |
| 2008 | Soaper Star Awards      | Meilleur mauvais garçon  | Nomination | EastEnders             |
| 2008 | Soaper Star Awards      | Homme le plus sexy       | Lauréat    | EastEnders             |
| 2009 | EastEnders Awards       | Homme le plus sexy       | Lauréat    | EastEnders             |
| 2009 | All About Soap Awards   | Killer Secret            | Nomination | EastEnders             |
| 2009 | All About Soap Awards   | Fatal Attraction         | Lauréat    | EastEnders             |
| 2009 | British Soap Awards     | Meilleur acteur          | Lauréat    | EastEnders             |
| 2009 | British Soap Awards     | Homme le plus sexy       | Nomination | EastEnders             |

## Voix françaises
En France
- Axel Kiener dans Pacific Rim
- Franck Monsigny dans True Blood (série télévisée)
- Marc Weiss dans En cavale
- Daniel Njo Lobé dans Warcraft : Le Commencement
- Boris Rehlinger dans Mute
- Mario Bastelica dans Captain Marvel
- Thomas Roditi dans The Demon Inside
- Frédéric Popovic dans Ghosts of Beirut (en) (mini-série)
- Yann Sundberg dans Star Trek: Section 31